# The Elusive Samurai
 (août 2024).
La mise en forme du texte ne suit pas les recommandations de Wikipédia : il faut le « wikifier ».
Les points d'amélioration suivants sont les cas les plus fréquents. Le détail des points à revoir est peut-être précisé sur la page de discussion.
- Les titres sont pré-formatés par le logiciel. Ils ne sont ni en capitales, ni en gras.
- Le texte ne doit pas être écrit en capitales (les noms de famille non plus), ni en gras, ni en italique, ni en « petit »…
- Le gras n'est utilisé que pour surligner le titre de l'article dans l'introduction, une seule fois.
- L'italique est rarement utilisé : mots en langue étrangère, titres d'œuvres, noms de bateaux, etc.
- Les citations ne sont pas en italique mais en corps de texte normal. Elles sont entourées par des guillemets français : « et ».
- Les listes à puces sont à éviter, des paragraphes rédigés étant largement préférés. Les tableaux sont à réserver à la présentation de données structurées (résultats, etc.).
- Les appels de note de bas de page (petits chiffres en exposant, introduits par l'outil «  Source ») sont à placer entre la fin de phrase et le point final[comme ça].
- Les liens internes (vers d'autres articles de Wikipédia) sont à choisir avec parcimonie. Créez des liens vers des articles approfondissant le sujet. Les termes génériques sans rapport avec le sujet sont à éviter, ainsi que les répétitions de liens vers un même terme.
- Les liens externes sont à placer uniquement dans une section « Liens externes », à la fin de l'article. Ces liens sont à choisir avec parcimonie suivant les règles définies. Si un lien sert de source à l'article, son insertion dans le texte est à faire par les notes de bas de page.
- La présentation des références doit suivre les conventions bibliographiques. Il est recommandé d'utiliser les modèles {{Ouvrage}}, {{Chapitre}}, {{Article}}, {{Lien web}} et/ou {{Bibliographie}}. Le mode d'édition visuel peut mettre en forme automatiquement les références.
- Insérer une infobox (cadre d'informations à droite) n'est pas obligatoire pour parachever la mise en page.

Pour une aide détaillée, merci de consulter Aide:Wikification.
Si vous pensez que ces points ont été résolus, vous pouvez retirer ce bandeau et améliorer la mise en forme d'un autre article.
The Elusive Samurai (逃げ上手の若君, Nige jōzu no wakagimi) est un shōnen manga écrit et dessiné par Yūsei Matsui. Il est prépublié depuis le 25 janvier 2021 dans le Weekly Shōnen Jump, puis publié en volumes reliés par l'éditeur japonais Shūeisha. La version française est éditée par Kana depuis mai 2022.
Une adaptation en anime produite par le studio CloverWorks est diffusée de juillet à septembre 2024. Une deuxième saison est annoncée.

## Synopsis
Entre les périodes Kamakura et Muromachi, notre héros Hōjō Tokiyuki est un garçon en fuite que l'histoire a pratiquement oublié ! Lorsque le shogunat de Kamakura est renversé par Ashikaga Takauji, la famille et la position de Tokiyuki lui sont retirées, ce dernier devant fuir aux confins du pays pour survivre et accomplir sa vengeance !

## Personnages
Hōjō Tokiyuki (北条 時行)
Voix japonaise : Asaki Yuikawa (ja) (anime) / Voix japonaise : Kotomi Otsuka (ja) (vomic), voix française : Aurore Saint-Martin
Le protagoniste de l'histoire, il a huit ans en 1333. Il est le deuxième fils et fils légitime de Hōjō Takatoki, qui était régent du shogunat de Kamakura. Il devait succéder à son père, mais à la suite de la trahison de Ashikaga Takauji, il est dans l'obligation de fuir pour survivre. C'est un jeune garçon fainéant, mauvais en art martiaux mais possédait le talent de fuir rapidement. Après la chute du shogunat de Kamakura, il se réfugie auprès de Suwa Yorishige et apprend les bases de la guerre et du savoir.
Suwa Yorishige (ja) (諏訪頼重)
Voix japonaise : Yūichi Nakamura (anime) / Voix japonaise : Suzuki Shigeyuki (vomic), voix française : Jérémy Zylberberg
Il s'agit du maître du sanctuaire Suwa, dans la province de Shinano. Il possède des pouvoirs divins lui permettant de voir l'avenir, mais de façon toujours très vague... Il prend Hôjô Tokiyuki sous son aile après la destruction du shogunat Kamakura.
Shizuku (雫)
Voix japonaise : Hinaki Yano (ja) (anime) / Voix japonaise : Haruka Takagi (ja) (vomic), voix française : Anna Lauzeray Gishi
Jeune fille sérieuse qui assure l'intendance au sein de la maison.
Kojirō (孤次郎)
Voix japonaise : Mari Hino (ja) (anime) / Voix japonaise : Megumi Satō (ja) (vomic), voix française : Rune Carmes
Jeune garçon ayant le même âge que Tokiyuki, il excelle dans l'art du sabre.
Ashikaga Takauji (足利高氏)
Voix japonaise : Hideyoshi Nozawa (ja) (vomic), voix française : Vincent Bonnasseau
De mèche avec l'empereur Go-Daigo, il organise la chute du shogunat Kamakura. Il est très hardi et déterminé. Sa popularité et son charisme lui valent l'amour des gens. Depuis l'incident à Kamakura, il est l'ennemi du clan Tokiyuki.
Ogasawara Sadamune (小笠原貞宗)
Gouverneur de la province de Shinano. Doué à la fois d'une excellente vue et d'une redoutable perspicacité. Archer de premier rang.

## Manga
Le premier chapitre de The Elusive Samurai est publié depuis le 25 janvier 2021 dans le Weekly Shōnen Jump,. Depuis, la série est éditée sous forme de volumes reliés par Shūeisha et compte 21 tomes au 4 juillet 2025. 
La version française est publiée par Kana depuis le 20 mai 2022.

### Liste des volumes
| no | Japonais         | Japonais          | Français          | Français          |
| no | Date de sortie   | ISBN              | Date de sortie    | ISBN              |
| --- | ---------------- | ----------------- | ----------------- | ----------------- |
| 1 | 2 juillet 2021   | 978-4-08-882710-0 | 20 mai 2022       | 978-2-50-511486-4 |
| Titre du tome : 1333, La Chute (滅亡1333, Metsubō 1333) Couverture : Hôjô TokiyukiListe des chapitres : - Chapitre 1 : 1333, La Chute (滅亡1333, Metsubō 1333) - Chapitre 2 : 1333, Le Jeu du démon (鬼ごっこ1333, Onigokko 1333) - Chapitre 3 : 1333, Vengeance (仇討ち1333, Adauchi 1333) - Chapitre 4 : 1333, Suwa (諏訪1333, Suwa 1333) - Chapitre 5 : 1333, Chasse (狩猟1333, Shuryō 1333) - Chapitre 6 : 1333, Partisans (郎党1333, Rōtō 1333) - Chapitre 7 : 1333, Tir à l'arc (弓術1333, Kyūjutsu 1333) |                  |                   |                   |                   |
| 2 | 4 août 2021      | 978-4-08-882734-6 | 20 mai 2022       | 978-2-50-511487-1 |
| Titre du tome : 1333, Ogasawara (小笠原1333, Ogasawara 1333) Couverture : Suwa YorishigeListe des chapitres : - Chapitre 8 : 1333, Le Tir du chien (犬追物1333, Inuōmono 1333) - Chapitre 9 : 1333, Ogasawara (小笠原1333, Ogasawara 1333) - Chapitre 10 : 1333, En fuyant... (逃げながら1333, Nigenagara 1333) - Chapitre 11 : 1333, Le June Maître (坊っちゃん1333, Bocchan 1333) - Chapitre 12 : 1333, Infiltration (潜入1333, 潜入1333) - Chapitre 13 : 1333, Une ouïe surdéveloppée (地獄耳1333, Jigokumimi 1333) - Chapitre 14 : 1333, Rescrit (コマンド1333, Komando 1333) - Chapitre 15 : 1333, Takauji (尊氏1333, Takauji 1333) - Chapitre 16 : 1334, Inquiétude (心配1334, Shinpai 1334) |                  |                   |                   |                   |
| 3 | 4 novembre 2021  | 978-4-08-882793-3 | 1er juillet 2022  | 978-2-50-511488-8 |
| Titre du tome : 1333, Les Scélérats (悪党1334, Akutō 1334) Couverture : Ashikaga TakaujiListe des chapitres : - Chapitre 17 : 1334, Éducation (教育1334, Kyōiku 1334) - Chapitre 18 : 1334, Les Scélérats (悪党1334, Akutō 1334) - Chapitre 19 : 1334, Bataille défensive (防衛戦1334, Bōei-sen 1334) - Chapitre 20 : 1334, Bouddha (仏1334, Butsu 1334) - Chapitre 21 : 1334, Hémorragie (出血1334, Shukketsu 1334) - Chapitre 22 : 1334, Noble Bouddha (御仏1334, Mihotoke 1334) - Chapitre 23 : 1334, Vassalité (臣従1334, Shinjū 1334) - Chapitre 24 : 1334, Mystères (不可思議1334, Fukashigi 1334) - Chapitre 25 : 1334, Pouvoirs divins (神力1334, Shinriki 1334) |                  |                   |                   |                   |
| 4 | 4 janvier 2022   | 978-4-08-883010-0 | 23 septembre 2022 | 978-2-50-511489-5 |
| Titre du tome : 1334, Pulsion de vie (生きたがり1334, Ikitagari 1334) Couverture : ShizukuListe des chapitres : - Chapitre 26 : 1334, Le Légat (国司1334, Kokushi 1334) - Chapitre 27 : 1334, Pulsion de mort (死にたがり1334, Shinitagari 1334) - Chapitre 28 : 1334, Le Vin mauvais (悪酔い1334, Waruyoi 1334) - Chapitre 29 : 1334, Général (将1334, Shō 1334) - Chapitre 30 : 1334, Combat de cavalerie (車内ではお静かに, Kibasen 1334) - Chapitre 31 : 1334, Pulsion de vie (生きたがり1334, Ikitagari 1334) - Chapitre 32 : 1334, Sashimi (刺身1334, Sashimi 1334) - Chapitre 33 : Génération 1334 (ジェネレーション1334, Jenerēshon 1334) - Chapitre 34 : 1334, Bienséance (礼儀1334, Reigi 1334) |                  |                   |                   |                   |
| 5 | 4 avril 2022     | 978-4-08-883073-5 | 18 novembre 2022  | 978-2-50-511490-1 |
| Titre du tome : 1334, Questions et Réponses (問答1334, Mondō 1334) Couverture : Ogasawara SadamuneListe des chapitres : - Chapitre 35 : 1334, Questions et Réponses (問答1334, Mondō 1334) - Chapitre 36 : 1334, Guerrière (女傑1334, Joketsu 1334) - Chapitre 37 : 1334, Réformes (改革1334, Kaikaku 1334) - Chapitre 38 : 1335, Agitation à Shinano (信濃動乱1335, Shinano Dōran 1335) - Chapitre 39 : 1335, Faucons (鷹1335, Taka 1335) - Chapitre 40 : 1335, Les Trois Généraux (三大将1335, San Taishō 1335) - Chapitre 41 : 1335, Masque (覆面1335, Fukumen 1335) - Chapitre 42 : 1335, Palanquin (神輿1335, Mikoshi 1335) - Chapitre 43 : 1335, Stratégie militaire (軍略1335, Gunryaku 1335) |                  |                   |                   |                   |
| 6 | 3 juin 2022      | 978-4-08-883184-8 | 13 janvier 2023   | 978-2-50-511835-0 |
| Titre du tome : 1335, Capitale (京1335, Kyō 1335) Couverture : KojirôListe des chapitres : - Chapitre 44 : 1335, Liens (繋がり1335, Tsunagari 1335) - Chapitre 45 : 1335, L'Art de la grimace (顔芸1335, Kaogei 1335) - Chapitre 46 : 1335, Cheveux (髪1335, Kami 1335) - Chapitre 47 : 1335, Visage (顔1335, Kao 1335) - Chapitre 48 : 1335, La Capitale (京1335, Kyō 1335) - Chapitre 49 : 1335, Excellence (凄み1335, Sugomi 1335) - Chapitre 50 : 1335, Métropole (大都会1335, Daitokai 1335) - Chapitre 51 : 1335, Sugoroku (双六1335, Sugoroku 1335) - Chapitre 52 : 1335, Excentriques (婆娑羅1335, Basara 1335) |                  |                   |                   |                   |
| 7 | 4 août 2022      | 978-4-08-883198-5 | 17 mars 2023      | 978-2-50-511881-7 |
| Titre du tome : 1335, La Rébellion Nakasendai (中先代の乱1335, Nakasendai no Ran 1335) Couverture : Ayako MochizukiListe des chapitres : - Chapitre 53 : 1335, Malice (腹黒1335, Haraguro 1335) - Chapitre 54 : 1335, Scanner (スキャナー1335, Sukyanā 1335) - Chapitre 55 : 1335, Kusunoki (楠木1335, Kusunoki 1335) - Chapitre 56 : 1335, Assassinat (暗殺1335, Ansatsu 1335) - Chapitre 57 : 1335, Takauji (尊氏1335, Takauji 1335) - Chapitre 58 : 1335, Retour (帰還1335, Kikan 1335) - Chapitre 59 : 1335, Choix (選択1335, Sentaku 1335) - Chapitre 60 : 1335, Scélérats (悪党1335, Akutō 1335) - Chapitre 61 : 1335, La Rébellion Nakasendai (中先代の乱1335, Nakasendai no Ran 1335) |                  |                   |                   |                   |
| 8 | 4 novembre 2022  | 978-4-08-883291-3 | 5 mai 2023        | 978-2-50-511950-0 |
| Titre du tome : 1335, Révélation (名乗り1335, Nanori 1335) Couverture : Suwa YorishigeListe des chapitres : - Chapitre 62 : 鎧1335 (Yoroi 1335) - Chapitre 63 : 1335, Les Piliers célestes (御柱1335, Onbashira 1335) - Chapitre 64 : 1335, Dos (背中1335, Senaka 1335) - Chapitre 65 : 1335, Bataille principale (本戦1335, Honsen 1335) - Chapitre 66 : 1335, Dieu (神1335, Kami 1335) - Chapitre 67 : 1335, Ombre (影1335, Kage 1335) - Chapitre 68 : 1335, Char de guerre (戦車1335, Sensha 1335) - Chapitre 69 : 1335, Exorcisme (破魔1335, Hama 1335) - Chapitre 70 : 1335, Révélation (名乗り1335, Nanori 1335) |                  |                   |                   |                   |
| 9 | 4 janvier 2023   | 978-4-08-883423-8 | 13 juillet 2023   | 978-2-50-511995-1 |
| Titre du tome : 1335, Plaine d'Onakage (女影原1335, Onakagehara 1335) Couverture : Kazama GenbaListe des chapitres : - Chapitre 71 : 1335, Sadamune (貞宗1335, Sadamune 1335) - Chapitre 72 : 1335, Départ de Shinano (出信濃1335, Shinano 1335) - Chapitre 73 : 1335, La Garde de l'auvent (庇番1335, Hisashi-ban 1335) - Chapitre 74 : 1335, Shibukawa (渋川1335, Shibukawa 1335) - Chapitre 75 : 1335, Plaine d'Onakage (女影原1335, Onakagehara 1335) - Chapitre 76 : 1335, Duel (一騎討ち1335,, Ikkuichi 1335) - Chapitre 77 : 1335, Justice (正義1335, Seigi 1335) - Chapitre 78 : 1335, Armes (武器1335, Buki 1335) - Chapitre 79 : 1335, Bordélique (雑1335, Zatsu 1335) |                  |                   |                   |                   |
| 10 | 4 avril 2023     | 978-4-08-883438-2 | 8 septembre 2023  | 978-2-50-512024-7 |
| Titre du tome : 1335, Derby (ダービー1335, Dābī 1335) Couverture : Hôjô TokiyukiListe des chapitres : - Chapitre 80 : 1335, Idéal (理想1335, Risō 1335) - Chapitre 81 : 1335, Bushidô (武士道1335, Bushidō 1335)) - Chapitre 82 : 1335, Kojirô (弧次郎1335, Kojirō 1335) - Chapitre 83 : 1335, Reconnaissance (認識1335, Ninshiki 1335) - Chapitre 84 : 1335, Kotesashi (小手指ヶ原1335, Kotesashigahara 1335) - Chapitre 85 : 1335, Bataille rangée (会戦1335, Kaisen 1335) - Chapitre 86 : 1335, Galop fou (爆走1335, Bakusō 1335) - Chapitre 87 : 1335, Régime (策1335, Saku 1335) - Chapitre 88 : 1335, Derby (ダービー1335, Dābī 1335) |                  |                   |                   |                   |
| 11 | 2 juin 2023      | 978-4-08-883561-7 | 24 novembre 2023  | 978-2-50-512025-4 |
| Liste des chapitres : - Chapitre 89 : 1335, Menou (瑪瑙1335, Menō 1335) - Chapitre 90 : 1335, Confiance (信頼1335, Shinrai 1335) - Chapitre 91 : 1335, Tadayoshi (直義1335) - Chapitre 92 : 1335, Réprimande (おこられた1335, Okorareta 1335) - Chapitre 93 : 1335, Débat (ディベート1335, Dibēto 1335) - Chapitre 94 : 1335, Conversation (会話1335, Kaiwa 1335) - Chapitre 95 : 1335, Jouissance (楽しさ1335, Tanoshisa 1335) - Chapitre 96 : 1335, Demande (頼み1335, Tanomi 1335) - Chapitre 97 : 1335, Kamakura (鎌倉1335, Kamakura 1335) |                  |                   |                   |                   |
| 12 | 4 septembre 2023 | 978-4-08-883635-5 | 23 février 2024   | 978-2-50-512403-0 |
| Liste des chapitres : - Chapitre 98 : 1335, Hojo paix (北条の平和1335, Hōjō no Heiwa 1335) - Chapitre 99 : 1335, Forge (鍛冶1335, Kaji 1335) - Chapitre 100 : 1335, Des besoins différents (百人百色 1335, Hyaku Nin Hyaku Iro 1335) - Chapitre 101 : 1335, Seï Taishogun (征夷大将軍 1335, Seiitaishōgun 1335) - Chapitre 102 : 1335, Famille (家族 1335, Kazoku 1335) - Chapitre 103 : 1335, Typhon (台風 1335, Taifū 1335) - Chapitre 104 : 1335, Miura (三浦 1335, Miura 1335) - Chapitre 105 : 1335, Règle (天下人 1335, Tenkabito 1335) - Chapitre 106 : 1335, Père et fils (父子1335, Fushi 1335) |                  |                   |                   |                   |
| 13 | 2 novembre 2023  | 978-4-08-883693-5 | 21 juin 2024      | 978-2-50-512466-5 |
| Liste des chapitres : - Chapitre 107 : 1335, Disciple (郎党1335, Rōtō 1335) - Chapitre 108 : 1335, Insaisissable (逃げ上手 1335, Nige Jōzu 1335) - Chapitre 109 : 1335, Successeur (受け継ぐ1335, Uketsugu 1335) - Chapitre 110 : 1335, Histoire (歴史 1335, Rekishi 1335) - Chapitre 111 : 1336, Entracte partie 1 (インターミッション 1336 1, Intāmisshon 1336 1) - Chapitre 112 : 1336, Entracte partie 2 (インターミッション 1336 2, Intāmisshon 1336 2) - Chapitre 113 : 1336, Entracte partie 3 (インターミッション 1336 3, Intāmisshon 1336 3) - Chapitre 114 : 1336, Entracte partie finale (インターミッション1336（終）, Intāmisshon 1336 Tsui) - Chapitre 115 : 1337, Les guerriers insaisissables (逃者党1337, Nigeshatō 1337) |                  |                   |                   |                   |
| 14 | 2 février 2024   | 978-4-08-883823-6 | 20 septembre 2024 | 978-2-50-512515-0 |
| Liste des chapitres : - Chapitre 116 : 1337, U.N.K. (U.N.K. 1337) - Chapitre 117 : 1337, Confirmation (見極め 1337, Mikiwame 1337) - Chapitre 118 : 1337, Confrontation étudiante (学生対決 1337, Gakusei Taiketsu 1337) - Chapitre 119 : 1337, Rivière de ton (利根川 1337, Tonegawa 1337) - Chapitre 120 : 1337, Présentations (利根川 1337, Kaoawase 1337) - Chapitre 121 : 1337, Jours de jeunesse (少年時代 1337, Shōnen Jidai 1337) - Chapitre 122 : 1337, Nouvelles techniques (新技 1337, Shinwaza 1337) - Chapitre 123 : 1337, Comment un noble combat (公家の戦 1337, Kuge no Sen 1337) - Chapitre 124 : 1337, Force brute (力攻め 1337, Chikarazeme 1337) |                  |                   |                   |                   |
| 15 | 4 avril 2024     | 978-4-08-883883-0 | 28 février 2025   | 978-2-50-512516-7 |
| Liste des chapitres : - Chapitre 125 : 1337, Réunion (再開 1337, Saikai 1337) - Chapitre 126 : 1337, Coup spécial (絶技 1337, Zetsugi 1337) - Chapitre 127 : 1337, L'avenir (未来 1337, Mirai 1337) - Chapitre 128 : 1337, Destin (宿命 1337, Shukumei 1337) - Chapitre 129 : 1337, Shiba Ienaga (斯波家長 1337, Shiba Ienaga 1337) - Chapitre 130 : 1337, Kamakura (鎌倉 1337, Kamakura 1337) - Chapitre 131 : 1337, Masamune (正宗 1337, Masamune 1337) - Chapitre 132 : 1337, Partage (山分け 1337, Yamawake 1337) - Chapitre 133 : 1337, Romance (恋愛 1337, Ren'ai 1337) |                  |                   |                   |                   |
| 16 | 4 juillet 2024   | 978-4-08-884111-3 | 1er mai 2025      | 978-2-50-512856-4 |
| Liste des chapitres : - Chapitre 134 : 1338, Départ et congé (征く人去る人 1338, Sei ku Hito Saru Hito 1338) - Chapitre 135 : 1338, Rations (兵糧 1338, Hyōrō 1338) - Chapitre 136 : 1333-1338, Akiie (顕家 1333〜1338, Akiie 1333〜1338) - Chapitre 137 : 1338, Tirage au sort (くじ 1338, Kuji 1338) - Chapitre 138 : 1338, Informations d'identification du commandant (大将検定 1338, Taishō Kentei 1338) - Chapitre 139 : 1338, Percée (ブレイク 1338, Bureiku 1338) - Chapitre 140 : 1338, À part entière (一人前 1338, Ichininmae 1338) - Chapitre 141 : 1338, L'armée d'Akiie (顕家軍 1338, Akiie-gun 1338) - Chapitre 142 : 1338, Dysfonctionnement (バグ 1338, Bagu 1338) |                  |                   |                   |                   |
| 17 | 4 septembre 2024 | 978-4-08-884168-7 | 26 septembre 2025 | 978-2-50-512939-4 |
| Liste des chapitres : - Chapitre 143 : 1338, Toki Yorito (土岐頼遠 1338, Toki Yoritō 1338) - Chapitre 144 : 1338, Gouvernance (まつりごと 1338, Matsuri-goto 1338) - Chapitre 145 : 1338, Combinaison de guerrier noble : Aki-Ranger (公武合体アキレンジャー 1338, Kōbugatsutai Akirenjā 1338) - Chapitre 146 : 1338, Réunion (再開 1338, Saikai 1338) - Chapitre 147 : 1338, Kono Morofuyu (高師冬 1338, Kōno Morofuyu 1338) - Chapitre 148 : 1338, Respect (敬意 1338, Keii 1338) - Chapitre 149 : 1338, Mémoire brune (茶色い記憶 1338, Chairoi Kioku 1338) - Chapitre 150 : 1338, Full Metal (フルメタル 1338, Furumetaru 1338) - Chapitre 151 : 1338, Hannyazaka (般若坂 1338, Hannyazaka 1338) |                  |                   |                   |                   |
| 18 | 4 décembre 2024  | 978-4-08-884285-1 |                   |                   |
| Liste des chapitres : - Chapitre 152 : 1338, Shizuku (雫 1338, Shizuku 1338) - Chapitre 153 : 1338, Commissaires (執事 1338, Shitsuji 1338) - Chapitre 154 : 1338, Distingué (頭角 1338, Tōkaku 1338) - Chapitre 155 : 1338, Culture (文化 1338, Bunka 1338) - Chapitre 156 : 1338, Performance (上奏 1338, Jōsō 1338) - Chapitre 157 : 1338, Oshu (応酬 1338, Ōshū 1338) - Chapitre 158 : 1338, Offensive et défense (攻防 1338, Kōbō 1338) - Chapitre 159 : 1338, Ne faites pas attention (大丈夫 1338, Daijōbu 1338) - Chapitre 160 : 1338, Ambition (野心 1338, Yashin 1338) |                  |                   |                   |                   |
| 19 | 4 février 2025   | 978-4-08-884395-7 |                   |                   |
| Liste des chapitres : - Chapitre 161 : 1338, Inflexible (頑強 1338, Gankyō 1338) - Chapitre 162 : 1338, Faux rapport (虚報 1338, Kyohō 1338) - Chapitre 163 : 1338, Multitâche (マルチタスク 1338, Maruchitasuku 1338) - Chapitre 164 : 1338, Suiveurs (従える者 1338, Shitagaeru Mono 1338) - Chapitre 165 : 1338, Le diable bleu qui pleurait (泣いた青鬼 1338, Naita Aooni 1338) - Chapitre 166 : 1338, Forte chance (強運 1338, Kyōun 1338) - Chapitre 167 : 1338, Déroute (潰走 1338, Kaisō 1338) - Chapitre 168 : 1338, Némésis (宿敵 1338, Shukuteki 1338) - Chapitre 169 : 1338, Une abondance de fleurs (百花繚乱 1338, Hyakkaryōran 1338) |                  |                   |                   |                   |
| 20 | 2 mai 2025       | 978-4-08-884514-2 |                   |                   |
| Liste des chapitres : - Chapitre 170 : 1338, Yoshino (吉野 1338, Yoshino 1338) - Chapitre 171 : 1338, Mal du pays (望郷 1338, Bōkyō 1338) - Chapitre 172 : ? 1338 - Chapitre 173 : 1338, Stormbringer (ストームブリンガー 1338, Sutōmu Buringā 1338) - Chapitre 174 : 1338, Guerre divine (神の戦 1338, Kami no Sen 1338) - Chapitre 175 : 1338, Responsabilités (責任 1338, Sekinin 1338) - Chapitre 176 : 1338, La fin de l'âge des dieux (神代の終わり 1338, Jindai no Owari 1338) - Chapitre 177 : 1338, Choix (選択 1338, Sentaku 1338) - Chapitre 178 : 1338, En route vers Shinano (信濃へ。1338, Shinano e. 1338) |                  |                   |                   |                   |
| 21 | 4 juillet 2025   | 978-4-08-884569-2 |                   |                   |
| Liste des chapitres : - Chapitre 179 : 1338-1340, Shinano (信濃 1338〜1340, Shinano 1338-1340) - Chapitre 180 : 1340, Siège (籠城 1340, Rōjō 1340) - Chapitre 181 : 1340, Renforts (応援 1340, Ōen 1340) - Chapitre 182 : 1340, Couleurs (彩り 1340, Irodori 1340) - Chapitre 183 : 1340, Vieillesse (老い 1340, Oi 1340) - Chapitre 184 : 1340, Saké (酒 1340, Sake 1340) - Chapitre 185 : 1340, Sun Bin (孫臏 1340, Son Pin 1340) - Chapitre 186 : 1340, Ogasawara Sadamune (小笠原貞宗 1340, Ogasawara Sadamune 1340) - Chapitre 187 : 1339-1342, Intermède (インターミッション1339〜1342, Intāmisshon 1339〜1342) |                  |                   |                   |                   |
| 22 | 3 octobre 2025   | 978-4-08-884694-1 |                   |                   |
| — |                  |                   |                   |                   |
| Liste des chapitres : - Chapitre 188 : 1343-1345, Intermède (インターミッション1343〜1345, Intāmisshon 1343〜1345) - Chapitre 189 : 1347-1348, Intermède (インターミッション1347〜1348, Intāmisshon 1347〜1348) - Chapitre 190 : 1349, Intermède (インターミッション1349, Intāmisshon 1349) - Chapitre 191 : 1350, Intermède (インターミッション1350, Intāmisshon 1350) - Chapitre 192 : 1338-1350, Intermède (インターミッション（関東）1338〜1350, Intāmisshon (Kantō) 1338〜1350) - Chapitre 193 : 1351, Ambitions (野心の行く末1351, Yashin no Yukusue 1351) - Chapitre 194 : 1351, Kô no Morofuyu (高 師冬1351, Kōno Morofuyu 1351) - Chapitre 195 : 1351, Maître et Élève (師弟1351, Shitei 1351) - Chapitre 196 : 1351, Sacrifice (犠牲1351, Gisei 1351) - Chapitre 197 : 1351, S'en va et s'en revient (征き、帰る1351, Yuki, Kaeru 1351) - Chapitre 198 : 1351, Contre-attaque (逆襲1351, Gyakushū 1351) - Chapitre 199 : 1351, Métamorphose (変貌1351, Henbō 1351) - Chapitre 200 : 1351, Ennemis hier, alliés aujourd'hui (昨日の敵は今日の友1351, Kinō no Teki wa Kyō no Tomo 1351) - Chapitre 201 : 1351, Négociations (交渉1351, Kōshō 1351) - Chapitre 202 : 1351, Héros plein de fougue (血気の勇者1351, Kekkinoyū-sha 1351) - Chapitre 203 : 1351, Grande Mêlée (大乱戦1351, Dai Ransen 1351) - Chapitre 204 : 1351, Souvenirs (おもいで1351, Omoide 1351) - Chapitre 205 : 1351, Purge (パージ1351, Pāji 1351) - Chapitre 206 : 1351, Loyauté (忠告1351, Chūkoku 1351) - Chapitre 207 : 1351, Apogée (ピーク1351, Pīku 1351) - Chapitre 208 : 1351, Commandement (コマンド1351, Komando 1351) - Chapitre 209 : 1351, Lésende (伝説1351, Densetsu 1351) - Chapitre 210 : 1351, Luttes dans l'ombre (暗闘1351, Antō 1351) - Chapitre 211 : 1351, Confession (告白1351, Kokuhaku 1351) - Chapitre 212 : 1351, Querelle fraternelle (兄弟喧嘩1351, Kyōdai Kenka 1351) - Chapitre 213 : 1352, À l'unisson (一心同体1352, Isshin Dōtai 1352) - Chapitre 214 : 1352, Troubles au Japon (日本動揺1352, Nihon Dōyō 1352) |                  |                   |                   |                   |

## Anime
Une adaptation en anime produite par le studio CloverWorks est annoncée le 20 mars 2023. Elle est réalisée par Yuta Yamazaki, des scripts supervisés par Yoriko Tomita et la conception des personnages par Yasushi Nishiya,. Yusuke Kawakami assiste le réalisateur alors que Gembi et Akiyuki Tateyama composent la musique. La série est diffusée du 6 juillet au 28 septembre 2024 au Japon sur les chaînes Tokyo MX, BS11, GYT, GTV et d'autres chaînes,,. Pour les pays francophones, la série est diffusée sur la plateforme Crunchyroll.
Dish interprète le générique de début intitulé Plan A (プラン A, Puran A), tandis que Botchi Boromaru (ja) interprète le générique de fin intitulé Kamakura Style (鎌倉 STYLE, Kamakura Sutairu).
Le 6 octobre 2024, une deuxième saison est annoncée.

### Liste des épisodes
| No | Titre français                                              | Titre japonais                     | Titre japonais                                    | Date de 1re diffusion |
| No | Titre français                                              | Kanji                              | Rōmaji                                            | Date de 1re diffusion |
| -- | ----------------------------------------------------------- | ---------------------------------- | ------------------------------------------------- | --------------------- |
| 1  | 22 mai                                                      | 5月22日                            | Gogatsu-ni jū-ni nichi                            | 6 juillet 2024        |
| 2  | Le gentilhomme                                              | やさしいおじさん                   | Yasashī ojisan                                    | 13 juillet 2024       |
| 3  | Le bois où sommeille le divin                               | 神の住む森                         | Kami no sumu mori                                 | 20 juillet 2024       |
| 4  | Sadamune entre en scène !                                   | 貞宗登場!                          | Tōjō!                                             | 27 juillet 2024       |
| 5  | Dénouement du tir sur chiens                                | 決着!犬追物、そして⋯               | Ketchaku! Inuōmono, Soshite⋯                      | 3 août 2024           |
| 6  | Décret et vol nocturne chez Ogasawara                       | 盗め綸旨、小笠原館の夜             | Nusume rinji, ogasawara-kan no yoru               | 10 août 2024          |
| 7  | Les enfants de l'hiver                                      | 冬の子供たち                       | Fuyu no kodomotachi                               | 17 août 2024          |
| 8  | Bataille de cache-cache                                     | かくれんぼ戦争                     | Kakurenbo sensō                                   | 24 août 2024          |
| 9  | Mon Boudha                                                  | わたしの仏様                       | Watashi no hotoke-sama                            | 31 août 2024          |
| 10 | Enfant pervers et agitation divine                          | 変態稚児と神力騒動                 | Hentai chigo to shinriki sōdō                     | 31 août 2024          |
| 11 | Fuir et vouloir mourir                                      | 死にたがりと逃げ上手               | Shinitagari to nige jōzu                          | 21 septembre 2024     |
| 12 | Tiens bon, Tokiyuki, jusqu'au jour où Kamakura sera reprise | がんばれ時行、鎌倉奪還のその日まで | Ganbare Tokiyuki, kamakura dakkan no sono hi made | 28 septembre 2024     |

## Produits dérivés

### Vomic
Une adaptation vomic (voice comic) de The Elusive Samurai débute le 8 février 2021 avec des épisodes publiés sur la chaîne YouTube de Jump Comics. Le vomic montre les planches du manga qui apparaissent à l'écran tandis que les doubleurs, la musique et les effets sonores sont joués. La voix de Hōjō Tokiyuki est réalisée par Kotomi Otsuka. Suwa Yorishige est doublé par Masayuki Suzuki. Suwa Shizuku est doublée par Haruka Takagi. Ashikaga Takauji est doublé par Hideyoshi Nozawa, ainsi que d'autres voix.

## Réception
En juin 2021, The Elusive Samurai a été nommé pour le prix du meilleur manga imprimé au Next Manga Awards 2021. Il s'est classé 6e sur 50 nommés, mais a remporté le prix U-Next,. La série s'est classée au 8e rang des bandes dessinées recommandées par les employés de la librairie Nationwide en 2022.

### Annotations
1. ↑  Les titres français de l'adaptation en anime proviennent de Crunchyroll.

### Œuvres
Édition japonaise
1. 1 2  Tome 1
2. 1 2  Tome 2
3. 1 2  Tome 3
4. 1 2  Tome 4
5. 1 2  Tome 5
6. 1 2  Tome 6
7. 1 2  Tome 7
8. 1 2  Tome 8
9. 1 2  Tome 9
10. 1 2  Tome 10
11. 1 2  Tome 11
12. 1 2  Tome 12
13. 1 2  Tome 13
14. 1 2  Tome 14
15. 1 2  Tome 15
16. 1 2  Tome 16
17. 1 2  Tome 17
18. 1 2  Tome 18
19. 1 2  Tome 19
20. 1 2  Tome 20
21. 1 2  Tome 21
22. 1 2  Tome 22

Édition française
1. 1 2  Tome 1
2. 1 2  Tome 2
3. 1 2  Tome 3
4. 1 2  Tome 4
5. 1 2  Tome 5
6. 1 2  Tome 6
7. 1 2  Tome 7
8. 1 2  Tome 8
9. 1 2  Tome 9
10. 1 2  Tome 10
11. 1 2  Tome 11
12. 1 2  Tome 12
13. 1 2  Tome 13
14. 1 2  Tome 14
15. 1 2  Tome 15
16. 1 2  Tome 16
17. 1 2  Tome 17